# 張峻 (臺灣政治人物)
張峻（1974年3月3日－），中華民國政治人物，無黨籍，現任花蓮縣議會議長，曾任中國國民黨花蓮縣黨部主委與花蓮縣議會第18屆副議長。
2022年向中國國民黨黨中央報備以無黨籍身份參選議員並順利當選，同年12月25日在未獲國民黨提名的情況下角逐議長並順利連任，隨後宣布退黨，並表示若朱立倫願意辭去黨主席才願意回歸，12月27日國民黨花蓮縣黨部考紀會通過將其開除黨籍處分。

## 選舉紀錄
| 年度 | 選舉屆數               | 選舉區           | 所屬政黨   | 得票數 | 得票率 | 當選標記 | 備註 |
| ---- | ---------------------- | ---------------- | ---------- | ------ | ------ | -------- | ---- |
| 2009 | 第十七屆花蓮縣議員選舉 | 花蓮縣第三選舉區 | 無黨籍     | 3,932  | 8.37%  |          |      |
| 2014 | 第十八屆花蓮縣議員選舉 | 花蓮縣第三選舉區 | 中國國民黨 | 4,503  | 9.29%  |          |      |
| 2018 | 第十九屆花蓮縣議員選舉 | 花蓮縣第三選舉區 | 中國國民黨 | 5,099  | 9.88%  |          |      |
| 2022 | 第二十屆花蓮縣議員選舉 | 花蓮縣第三選舉區 | 無黨籍     | 5,761  | 12.94% |          |      |

## 相關事件
2021年8月13日，花蓮縣政府堅持礦石稅的原草案，議長張峻重批「花蓮國」、霸凌監督權。2022年11月14日，花蓮縣議會通過礦石稅。
2022年11月4日，議長張峻批評花蓮縣政府動員宮廟施壓議會，涉及試圖影響對宗教預算的審議。
2023年2月21日，議長張峻要求縣長徐榛蔚、副縣長顏新章出席民生議案的審議。

## 爭議
- 2001年至2003年，張峻因檢肅流氓條例案，遭花蓮地院裁定交付感訓處分。[9]
- 2016年，時任花蓮縣副議長的張峻涉及LED路燈採購弊案遭判刑。[10]
- 2022年2月22日，張峻因長期竊占國有地遭調查局花蓮縣調查站約談，張被指林業用地違規種檳榔，破壞水土保持，涉嫌竊佔罪及違反《山坡地保育條例》、《水土保持法》。[11]

## 外部連結
- 張峻的Facebook頁面